# 863 Benkoela
863 Benkoela
863 Benkoela là một tiểu hành tinh ở vành đai chính. Nó được Max Wolf phát hiện ngày 9.2.1917 ở Heidelberg, và có lẽ được đặt theo tên thành phố Bengkulu của Indonesia.